# Larraona
Larraona är en kommun i Spanien.   Den ligger i provinsen Provincia de Navarra och regionen Navarra, i den norra delen av landet, 290 km norr om huvudstaden Madrid. Antalet invånare är 114.